# Mrtvá zóna (film, 1983)
Mrtvá zóna (v původním anglickém znění The Dead Zone) je americký filmový hororový thriller z roku 1983, který režíroval David Cronenberg. Jde o filmové zpracování stejnojmenného románu Stephena Kinga. V hlavních rolích se představili Christopher Walken, Herbert Lom, Martin Sheen, Brooke Adams a Tom Skerritt.
Líčí příběh učitele, jenž se probere po 5 letech z kómatu a zjistí, že disponuje neobvyklou psychickou schopností – jasnovidectvím.

## Děj
Mladý učitel Johnny Smith plánuje budoucnost se svou přítelkyní a kolegyní Sarah Bracknellovou. Sarah jej během příjezdu k jejímu domu přemlouvá, aby zůstal přes noc u ní, ale Johnny se rozhodne jet domů. Cestou má vážnou dopravní nehodu a dalších pět let stráví v kómatu. Když procitne, diví se, že nemá žádné následky autonehody, zato má dojem, že se vše stalo nedávno. Ředitel kliniky dr. Sam Wezniak mu společně s jeho rodiči sdělí, že od nehody uplynulo 5 let a jeho přítelkyně Sarah se mezitím vdala za jiného muže. Johnny se odvrací, ztratil člověka, kterého stále miluje. Zotavování jde pomalu, ale postupně se Johnny naučí chodit o berlích a posléze o holi. Život mu rovněž komplikuje nově získaná mentální schopnost jasnovidectví, když si totiž s někým podá ruku, spatří jeho budoucnost. Tímto zachrání život dceři sestry, která jej ošetřuje. Johnny ve své vizi spatří, že její dům hoří a malá dcerka je uvnitř. Díky tomu se dcerku podaří zachránit před plameny. Johnny se stane známým, tisk referuje o jeho zvláštní schopnosti, ale on se raději uchýlí do ústraní. Myslí stále na Sarah, navíc mu nové stavy jasnovidectví přivádějí pravidelné bolesti hlavy.
Kontaktuje jej šerif Bannerman, jenž vyšetřuje sérii vražd a vyčerpal již všechny možnosti. Obrátí se tedy s prosbou o pomoc na Smitha. Ten jej nejprve odmítne, ale později se rozhodne mu s případy pomoci. Když je zavražděna servírka Alma Frachetteová, Johnny spatří jejího vraha, kterým je šerifův pomocník Frank Dodd. Šerif jde se Smithem k Frankovi domů, vnikne do domu i přes zapírání jeho matky. Dodd mezitím v koupelně spáchá sebevraždu a jeho matka pak postřelí Johnnyho.
Poté si Johnnyho najme jako soukromého učitele vlivný Roger Stuart, kterému se zdá jeho syn Chris až příliš introvertní. Johnny Smith se s hloubavým hochem sblíží. Jednoho dne jeho otec zařídí klukům hokejový zápas na místním rybníku. Johnny má vizi, jak se pod hochy prolomí led a Rogera varuje, ten však jeho upozornění arogantně ignoruje a propouští ho ze svých služeb. Johny se další den dozví z novin, že tenký led rybníku stál život dvou mladých lidí. Ihned telefonuje ke Stuartovým, aby se přesvědčil, že mezi nimi nebyl Chris.
Ve městě probíhá mítink k volební kampani Grega Stillsona, ambiciózního kandidáta do amerického Senátu, jenž neváhá ke splnění svých cílů použít i výhrůžky a vydírání. Smith se jde podívat a když Stillson přijede a vystoupí z vozu, potřese si s ním rukou. Okamžitě spatří budoucnost – Stillsona jako prezidenta USA, jenž se nezdráhá při mezinárodní krizi odpálit rakety s jadernými hlavicemi, což bude mít za následek nukleární holokaust. Cítí povinnost zabránit takovému scénáři, ačkoli ví, že tento čin nikdy nikdo nepochopí. Rozhodne se uskutečnit svůj záměr v kostele, kde bude mít Stillson proslov. Pronikne v noci dovnitř s puškou a čeká do rána na příjezd své oběti.
Greg Stillson však náhodou přizve na pódium i Sarah s jejím manželem a malým dítětem. Když Johnny vstane z balkónku a chce vystřelit, Sarah jej pozná a vykřikne jeho jméno. Johny zaváhá, ale za moment vystřelí …a netrefí svůj cíl. Stillson pohotově vyškubne Sarah dítě z náručí a použije ho jako živý štít. Smith nyní nemůže střílet a Sonny, člen Stillsonovy ochranky jej vážně postřelí. Johnny spadne z balkónku dolů a je konfrontován Stillsonem, který chce vědět, kdo si jej najal. Johny jej uchopí za ruku a vidí, že svůj plán splnil. Někdo z přítomných totiž vyfotografoval Stillsonovo zbabělé chování a krytí se dítětem a ten je tak do budoucna politicky vyřízený. Smith jej spatří, jak si v depresi prostřelí hlavu.
Johnny splnil své poslání a umírá, ještě se stihne dojemně rozloučit se Sarah.

## Obsazení
| Christopher Walken  | Johnny Smith – učitel, jenž po autonehodě stráví 5 let v kómatu a procitne z něj s jasnovideckou schopností, která mu však nepřináší pozitivní odezvu. |
| Brooke Adams        | Sarah Bracknellová – Johnnyho bývalá přítelkyně, která se po jeho autonehodě provdala za jiného muže.                                                  |
| Herbert Lom         | dr. Sam Weizak – ředitel kliniky a Johnnyho osobní lékař.                                                                                              |
| Martin Sheen        | Greg Stillson – ambiciózní politik, jemuž k postupu na vyšší příčky moci není žádná metoda špatná.                                                     |
| Tom Skerritt        | šerif Bannerman vyšetřující sérii vražd, v nouzi přizve na pomoc Johnnyho.                                                                             |
| Géza Kovács         | Sonny Elliman – „pravá ruka“ Grega Stillsona. |
| Anthony Zerbe       | Roger Stuart – zámožný muž, otec malého Chrise. |
| Simon Craig         | Chris Stuart – syn Rogera Stuarta, jeho otec mu najme Johnnyho jako soukromého učitele, protože se domnívá, že Chris je příliš introvertní.            |
| Sean Sullivan       | Herb Smith – otec Johnnyho. |
| Jackie Burroughsová | Vera Smithová – matka Johnnyho. |
| Nicholas Campbell   | Frank Dodd – policista, šerifův pomocník. |
| Roberta Weissová    | Alma Frachetteová – zavražděná servírka. |

## Citáty
"Není to nutné, pane prezidente, máme diplomatické řešení." (viceprezident USA) "Pane viceprezidente, pane ministře, střely jsou ve vzduchu. Haleluja, haleluja!" (Greg Stillson jako prezident USA)
"Tvůj otec tvrdí, že žiješ v nějaké skořápce. Co s tím uděláme?" (Johnny Smith) "Nemusíme dělat nic. To můj otec žije ve skořápce." (Chris Stuart)

## Kritické ohlasy
Americký filmový kritik Roger Ebert napsal o filmu, že je přesně tím druhem thrilleru s nadpřirozenou tematikou, který diváka přiměje zapomenout, že jde o nadpřirozeno, což dokáže jen dobrý film. Vypráví totiž příběh plný soucitu o běžných lidech tak, že divák nejenže promine triky k upoutání pozornosti, ale dokonce je přijme.

## Ocenění
Film Mrtvá zóna vyhrál v roce 1983 cenu Saturn v kategorii „nejlepší horor nebo thriller“.